# الخطوط (بني ڭرفط)
الخطوط هي إحدى مشيخات المملكة المغربية، تتبع جغرافيا لإقليم العرائش وإداريًا لبني ڭرفط. يقدر عدد سكانها بـ 4489 نسمة حسب الإحصاء الرسمي للسكان والسكنى لسنة 2004.